# Mary Onyali-Omagbemi
Mary Onyali-Omagbemi, född den 3 februari 1968, är en nigeriansk före detta friidrottare som tävlade i kortdistanslöpning.
Onyali-Omagbemi var i final vid VM 1987 i Rom på 200 meter och slutade på en sjätte plats. Vid VM 1991 var hon i final både på 100 meter där hon slutade sjua och på 200 meter där hon slutade sexa. 
Vid Olympiska sommarspelen 1992 blev hon bronsmedaljör på 4 x 100 meter. Både vid VM 1995 och 1997 var hon i final på både 100 och 200 meter men blev aldrig bättre än femma. 
En stor framgång var olympiska sommarspelen 1996 då hon blev bronsmedaljör på 200 meter. Tidigare under 1996 blev hon avstängd i tre månader för doping. 
Hon var borta från friidrotten under några år för att bli mamma och var tillbaka till Olympiska sommarspelen 2000 där hon blev utslagen i kvalet på både 100 och 200 meter. 
Hennes sista mästerskap var Olympiska sommarspelen 2004 där hon blev utslagen i kvartsfinalen på 200 meter. 

## Personliga rekord
- 100 meter - 10,97
- 200 meter - 22,07